# 罗宇栋
罗宇栋（1943年8月—），男，四川江北（今属重庆）人，中国人民解放军少将。

## 生平
1960年7月参加中国人民解放军。毕业于中国人民解放军张家口外国语学院英语专业。后任中国人民解放军国际关系学院训练部部长。1995年12月，任中国人民解放军国际关系学院院长。曾担任《新时期军事情报学科教育体系建设论证》课题负责人。2001年7月，任中国人民解放军总参谋部情报部（第二部）部长。1994年7月，晋升为少将军衔。后担任中国国际战略学会副会长。